# Anthene lycaenoides
Anthene lycaenoides är en fjärilsart som beskrevs av Felder 1860. Anthene lycaenoides ingår i släktet Anthene och familjen juvelvingar. Inga underarter finns listade i Catalogue of Life.

## Bildgalleri

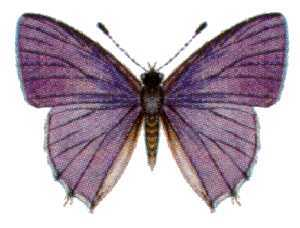
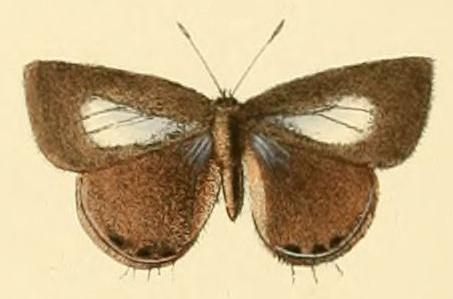
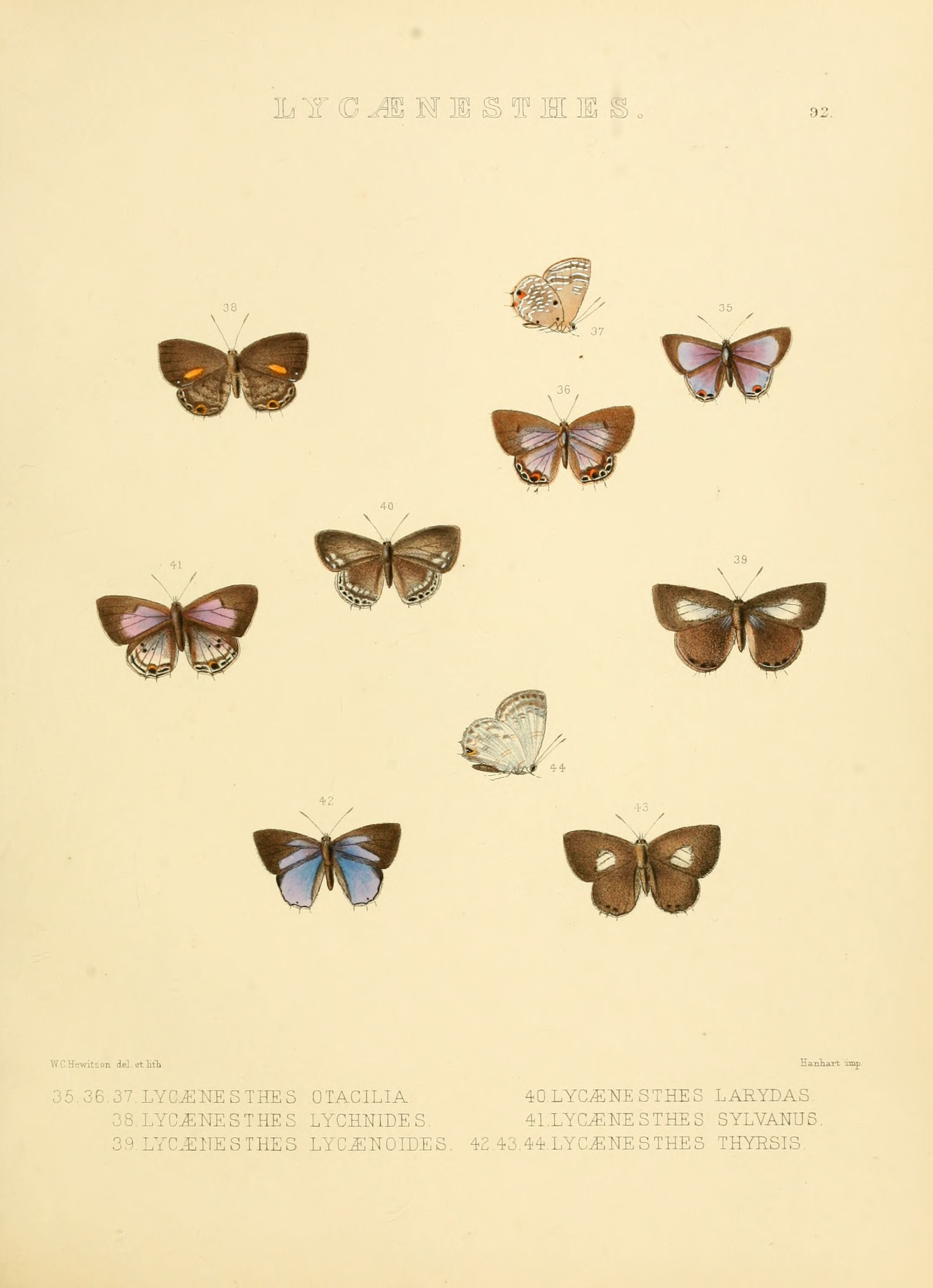